# Anatolij Slenko

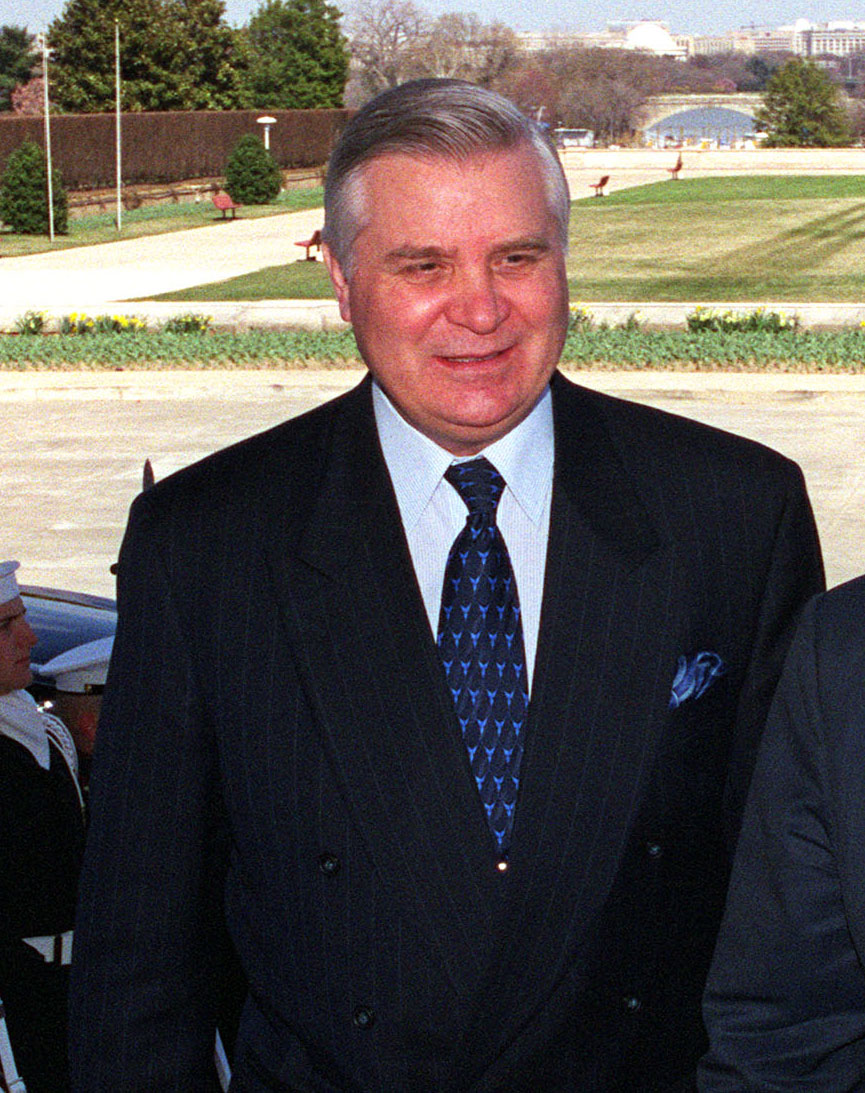
Anatolij Slenko (2001)

Anatolij Maksymowytsch Slenko (ukrainisch Анатолій Максимович Зленко Anatolij Maksimovič Slenko, * 2. Juni 1938 in Kiew, Ukrainische SSR, Sowjetunion; † 1. März 2021) war ein ukrainischer Politiker und Diplomat. Er war von Juli 1990 bis August 1994 und nochmals von Oktober 2000 bis September 2003 Außenminister der Ukraine.
Anatolij Slenko begann seine Laufbahn als Diplomat in der Sowjetunion. Er war von 1973 bis 1979 Mitglied des Sekretariats der UNESCO in Paris und von 1983 bis 1987 Ständiger Vertreter der UdSSR bei der UNESCO.
Im Juni 1990 wurde Slenko Minister für Auswärtige Angelegenheiten der Ukrainischen Sowjetrepublik und war, nachdem die Ukraine im Juli 1991 die staatliche Unabhängigkeit erlangte, bis zum August 1994 der erste Außenminister der souveränen Ukraine.
Von 1994 bis 1997 war Slenko Ständiger Vertreter der Ukraine bei den Vereinten Nationen und von 1997 bis 2000 Botschafter der Ukraine in Frankreich.
Von Oktober 2000 bis September 2003 war Anatolij Slenko ein zweites Mal Außenminister der Ukraine. Er starb am 1. März 2021.